# مديرية ميفعة

تعديل مصدري - تعديل

مديرية ميفعة هي إحدى مديريات محافظة شبوة في اليمن. بلغ عدد سكانها 41597 نسمة عام 2004.